# Alexandra Alexandrowna Jablotschkina

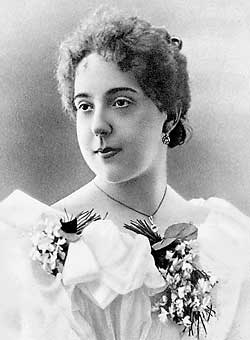
Alexandra Alexandrowna Jablotschkina

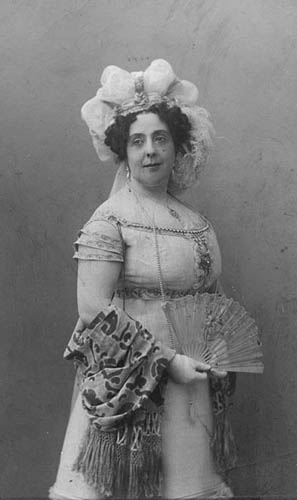
Alexandra Alexandrowna Jablotschkina (1911)

Alexandra Alexandrowna Jablotschkina (russisch Александра Александровна Яблочкина; * 3. Novemberjul. / 15. November 1866greg. in Sankt Petersburg; † 20. März 1964 in Moskau) war eine russisch-sowjetische Schauspielerin, der 1937 der Titel Volkskünstlerin der UdSSR sowie 1943 der Staatspreis der UdSSR verliehen wurde.

## Leben
Alexandra Alexandrowna Jablotschkina, Tochter des Schauspielers und Regisseurs Alexander Alexandrowitsch Jablotschkin (1821–1895) und der Schauspielerin Serafima Wassiljewna Jablotschkina (1842–1898), nahm Schauspielunterricht bei Glikeria Nikolajewna Fedotowa und ihrem Vater. Danach erhielt sie 1886 ein erstes Engagement als Schauspielerin am Korsch-Theater in Moskau und gehörte seit 1888 zur Truppe des Moskauer Maly-Theaters, wo sie mit Schauspielern wie Marija Nikolajewna Jermolowa, Alexander Pawlowitsch Lenski, Alexander Iwanowitsch Juschin und Olga Ossipowna Sadowskaja auftrat. Ihre künstlerischen Darstellungen waren von hohem Geschmack und außergewöhnlicher Aufmerksamkeit für die Reinheit der russischen Sprache geprägt, wobei sie über subtile komödiantische Fähigkeiten verfügte. Als hervorragende Darstellerin von Rollen des klassischen Repertoires trat sie auch in Stücken moderner russischer und westeuropäischer Autoren auf. 
Sie spielte mehr als 400 Hauptrollen. Zu ihren zahlreichen Rollen gehörten die „Sophie“ in Gore ot uma von Alexander Sergejewitsch Gribojedow, die „Agnès Sorel“ in Die Jungfrau von Orleans von Friedrich Schiller, die „Anna Wiktorewna“ in Der Preis des Lebens von Wladimir Iwanowitsch Nemirowitsch-Dantschenko, die „Mursawetskaja“ in Wölfe und Schafe  und die „Raíssa Páwlowna Gurmýschskaja“ in Der Wald von Alexander Nikolajewitsch Ostrowski, die Königin (Anne Stuart) in Das Glas Wasser von Eugène Scribe, die „Skutarewskaja“ in Skutarewski von Leonid Maximowitsch Leonow, die „Gornostajewa“ in Ljubow Jarowaja von Konstantin Andrejewitsch Trenew oder die „Gorizwet“ in Flügel von Oleksandr Kornijtschuk. Neben ihrer Schauspielertätigkeit war sie seit 1915 Vorsitzende des Moskauer Stadtverbandes der Allrussischen Theatergesellschaft sowie zudem zwischen 1917 und ihrem Tode 1964 Vorsitzende der Allrussischen Theatergesellschaft.
Für ihr künstlerisches Schaffen wurde Alexandra Jablotschkina, die im November 1961 zum letzten Mal auf der Bühne stand, mehrfach ausgezeichnet und erhielt unter anderem drei Mal den Leninorden (1937, 1949, 1957) sowie zwei Mal den Orden des Roten Banners der Arbeit (1937, 1946). Ferner wurde ihr 1937 der Titel Volkskünstlerin der UdSSR sowie 1943 der Staatspreis der UdSSR verliehen. Ihr zu Ehren wurde der Venuskrater „Yablochkina“ benannt.

## Veröffentlichung
- К пятидесятилетию сценической деятельности (dt. Zum fünfzigjährigen Bühnenjubiläum), Memoiren, 1937